# Gainsborough Trinity FC

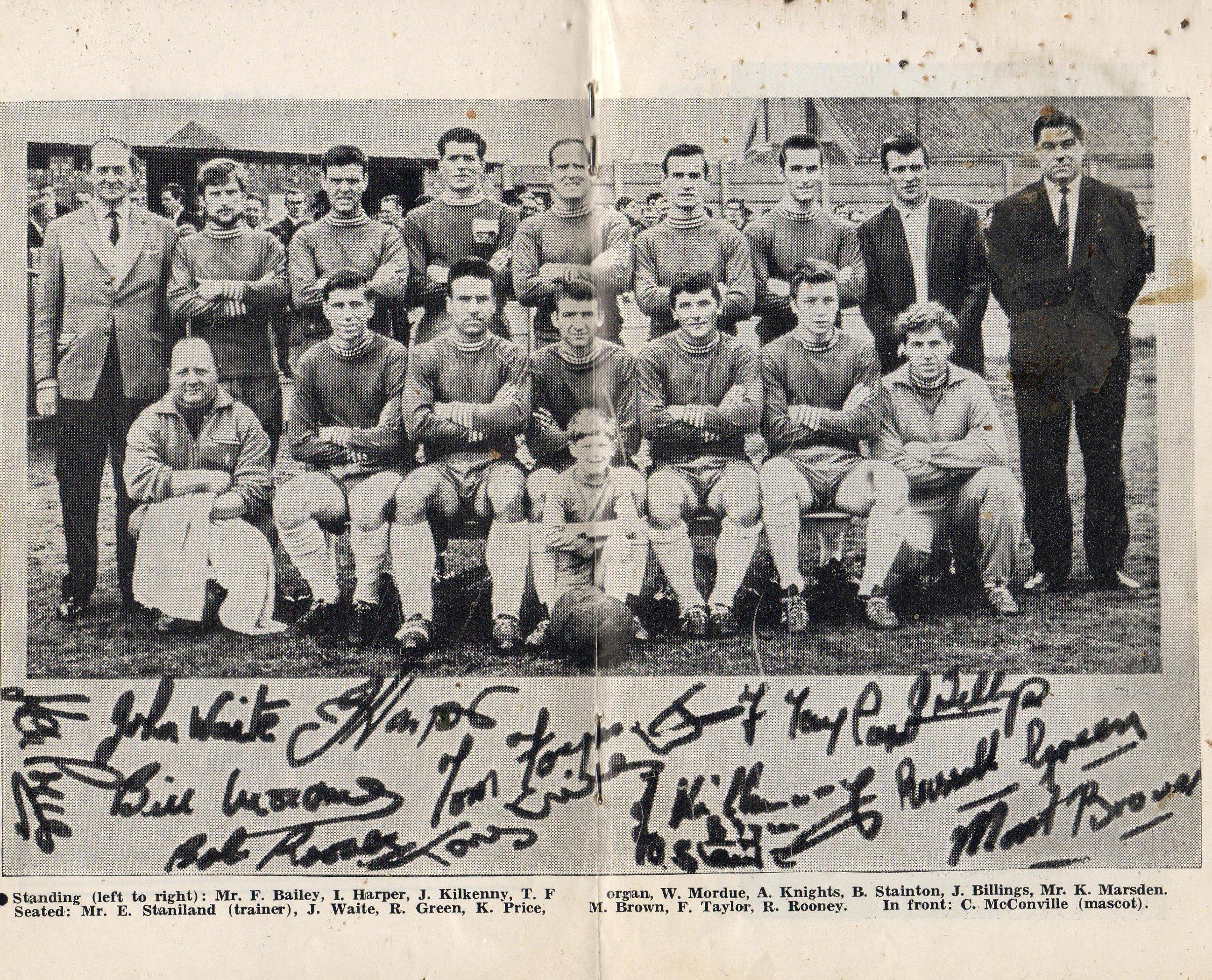
Selectie van 1966/67

Gainsborough Trinity  is een Engelse voetbalclub uit de stad Gainsborough.
De club werd in 1873 opgericht als Trinity Recreationalists. In 1889 sloot de club zich aan bij de Midland League en werd in het tweede seizoen kampioen. In 1896 werd Trinity toegelaten tot de Second Division, de toenmalige 2de klasse van de Engelse League. De club begon als middenmoter en in 1902 werd de club laatste. De volgende seizoenen ging het dan weer beter en in 1905 werd de 6de plaats behaald. Na enkele plaatsen in de middenmoot eindigde de club rond 1910 weer bij de laatste 3 en na de laatste plaats in 1912 werd de club uit de League gestemd en vervangen door Lincoln City. Gainsborough keerde terug naar de Midland League.
Tijdens de jaren 40 haalde de club zijn hoogste toeschouwersaantal, namelijk 9760 tegen plaatselijke rivaal Scunthorpe United dat op dat moment niet in de League speelde. Trinity won enkele keren het kampioenschap van de Midland League en was in 1969 medeoprichter van de Northern Premier League (NPL), daar speelde de club tot 2004 toen de Conference North werd opgericht. In 2018 degradeerde de ploeg terug naar de NPL

## Erelijst
- Midland League
  - 1891, 1928, 1949
- Midland Counties League
  - 1967